# Crocus
- Commons
- Wikispecies

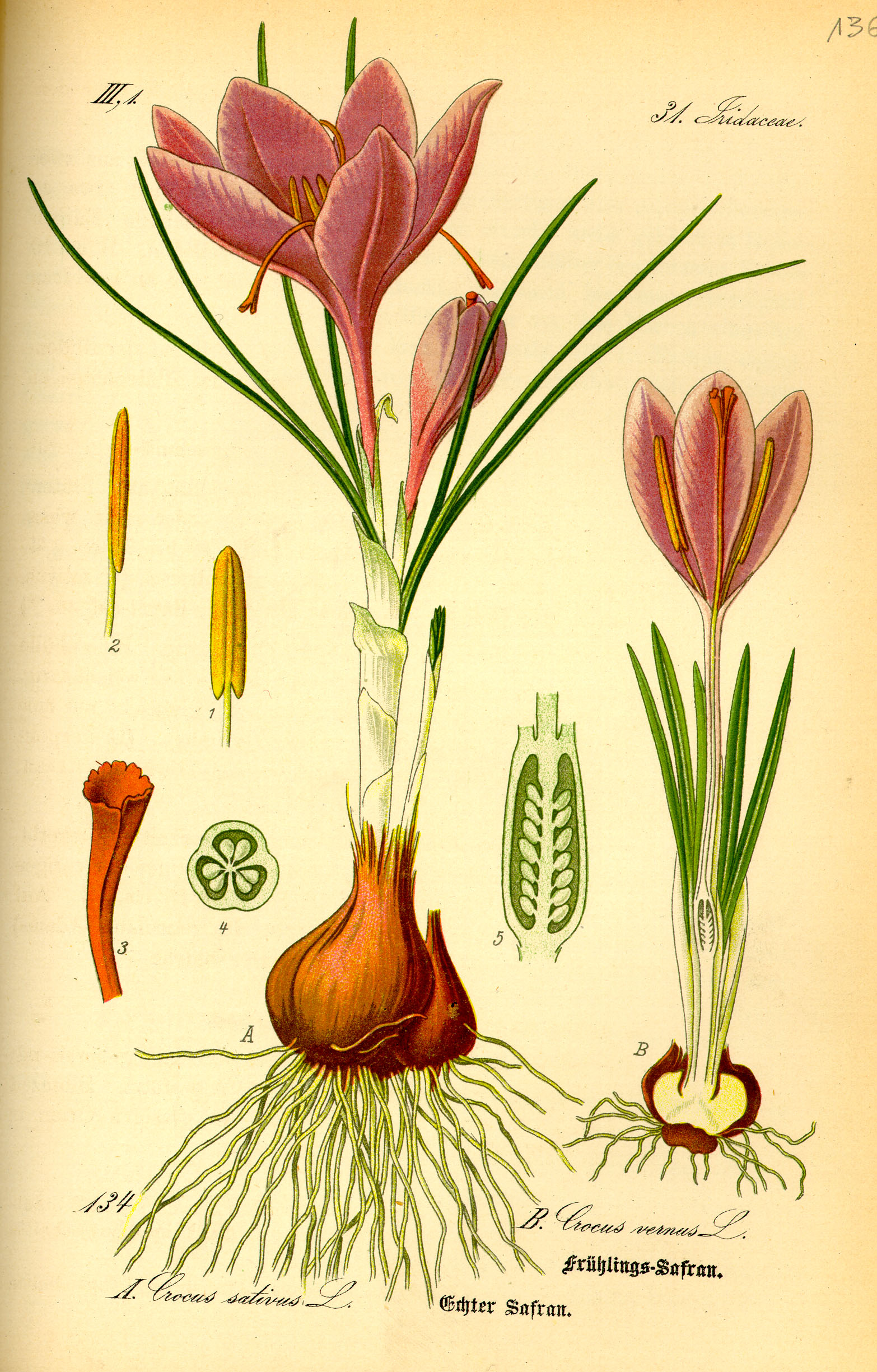
Ilustração Crocus vernus

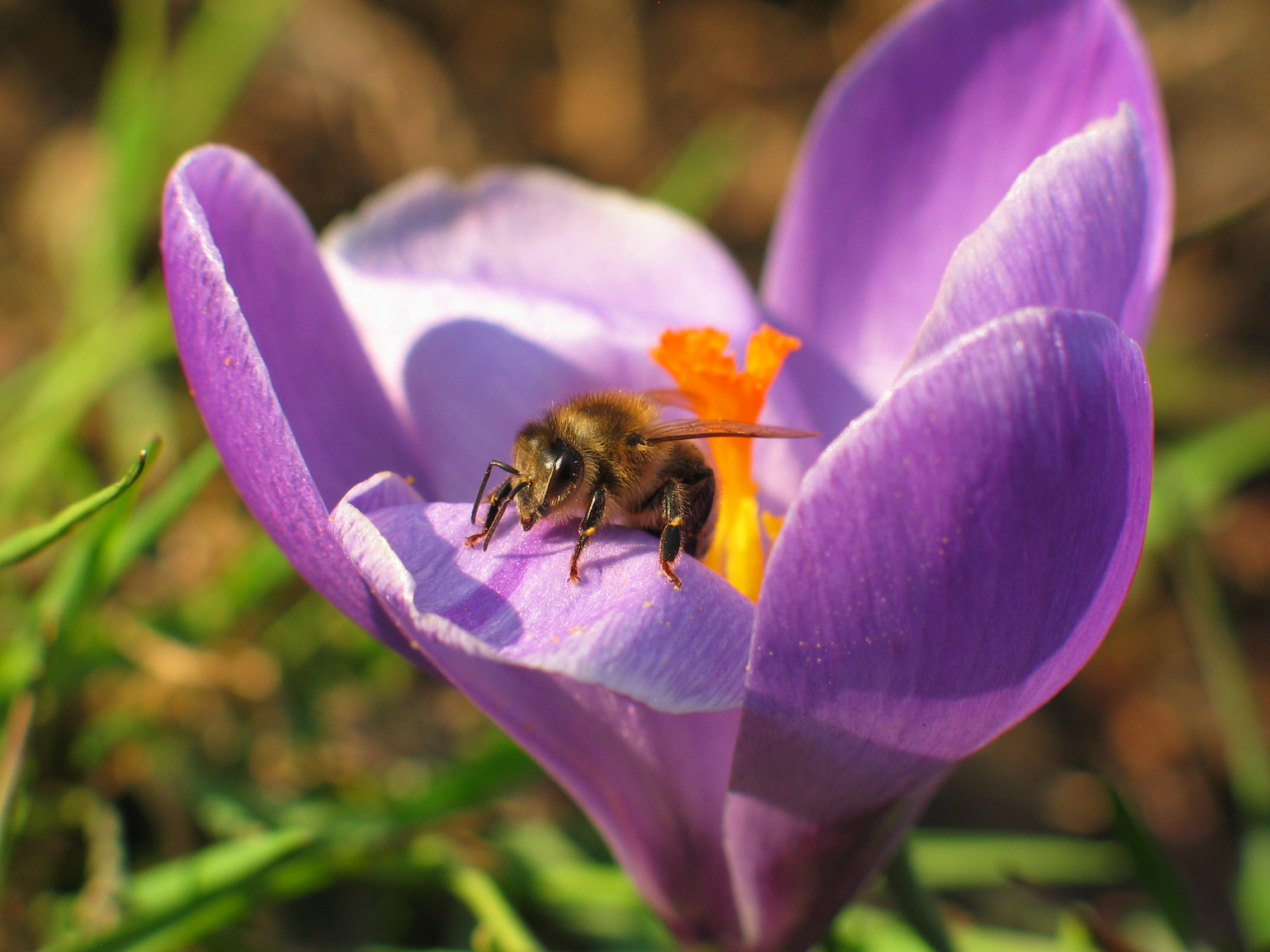
Uma abelha num crocus

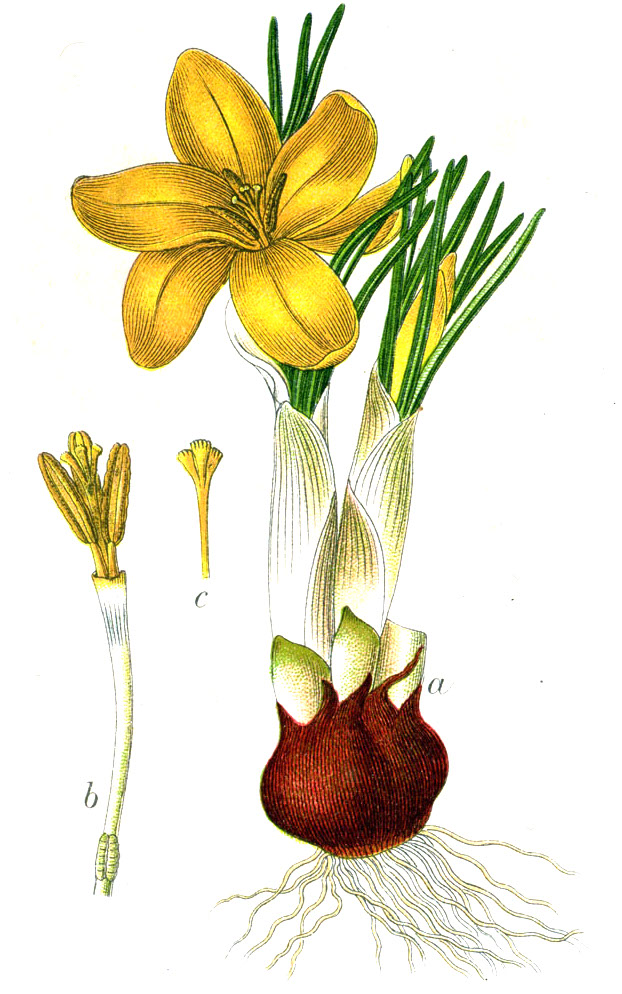
Crocus aureus

Crocus L. é um gênero da família Iridaceae

## Referências

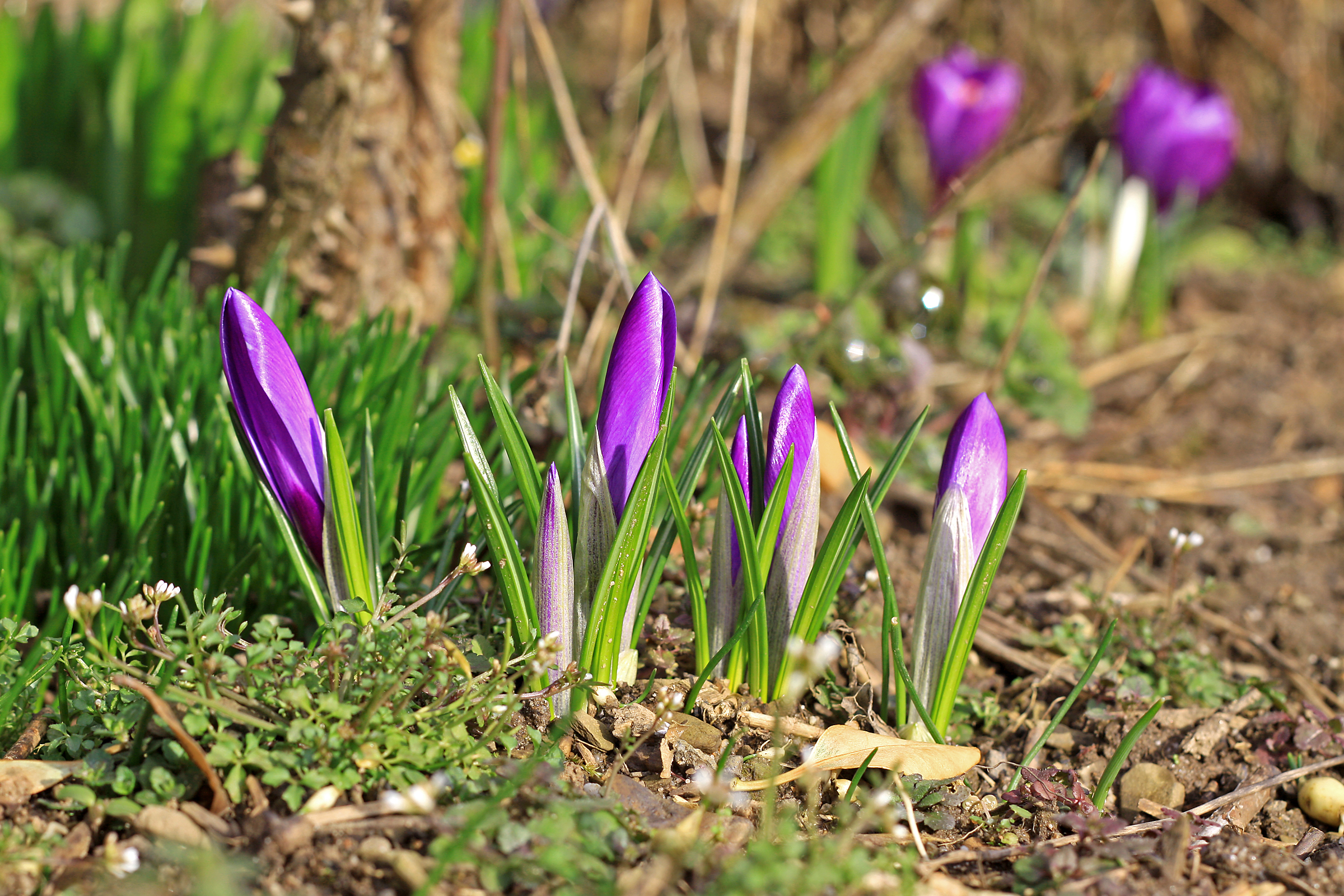
Planta do género Crocus com flores fechadas,imagem do dia 11 de abril de 2010 na página principal do Wikipédia

## Sinonímia
- Crociris Schur

## Espécies
1. Subgênero Crocus
A. Secção Crocus
| Séries Kotschyani - Crocus autranii - Crocus gilanicus - Crocus karduchorum - Crocus kotschyanus - Crocus ochroleucus - Crocus scharojanii - Crocus vallicola Séries Longiflori - Crocus goulimyi - Crocus longiflorus - Crocus medius - Crocus niveus - Crocus serotinus Séries Verni - Crocus baytopiorum - Crocus etruscus - Crocus kosaninii - Crocus tommasinianus - Crocus vernus | Séries Scardici - Crocus pelistericus - Crocus scardicus Séries Versicolores - Crocus cambessedesii - Crocus corsicus - Crocus imperati - Crocus malyi - Crocus minimus - Crocus versicolor Séries Crocus - Crocus asumaniae - Crocus cartwrightianus - Crocus sativus - Crocus hadriaticus - Crocus mathewii - Crocus moabiticus - Crocus oreocreticus - Crocus pallasii - Crocus thomasii |

B. Secção Nudiscapus
| Séries Aleppici - Crocus aleppicus - Crocus boulosii - Crocus veneris - Crocus saris Séries Biflori - Crocus adanensis - Crocus aerius - Crocus almehensis - Crocus biflorus - Crocus caspius - Crocus chrysanthus - Crocus cyprius - Crocus danfordiae - Crocus hartmannianus - Crocus kerndorffiorum - Crocus leichtlinii - Crocus paschei - Crocus pestalozzae - Crocus wattiorum Séries Carpetani - Crocus carpetanus - Crocus nevadensis Séries Flavi - Crocus antalyensis - Crocus candidus - Crocus flavus - Crocus graveolens - Crocus hyemalis - Crocus olivieri - Crocus vitellinus | Séries Scardici - Crocus pelistericus - Crocus scardicus Séries Intertexti - Crocus fleischeri Séries Laevigatae - Crocus boryi - Crocus laevigatus - Crocus tournefortii Séries Orientales - Crocus alatavicus - Crocus korolkowii - Crocus michelsonii Séries Reticulati - Crocus abantensis - Crocus ancyrensis - Crocus angustifolius - Crocus cancellatus - Crocus cvijicii - Crocus dalmaticus - Crocus gargaricus - Crocus hermoneus - Crocus reticulatus - Crocus robertianus - Crocus rujanensis - Crocus sieberi - Crocus sieheanus Séries Speciosi - Crocus speciosus - Crocus pulchellus |

2. Subgênero Crociris 
- Crocus banaticus

- Lista completa

## Classificação do gênero
| Sistema | Classificação                     | Referência               |
| ------- | --------------------------------- | ------------------------ |
| Linné   | Classe Triandria, ordem Monogynia | Species plantarum (1753) |